# 11063 Poynting
11063 Poynting este un asteroid din centura principală de asteroizi.

## Descriere
11063 Poynting este un asteroid din centura principală de asteroizi. A fost descoperit pe 2 noiembrie 1991 la Observatorul La Silla de Eric Walter Elst. Asteroidul prezintă o orbită caracterizată de o semiaxă mare de 2,66 ua, o excentricitate de 0,25 și o înclinație de 8,6° în raport cu ecliptica.